# Rapita: il dramma di Carlina White
Rapita: il dramma di Carlina White (Abducted: The Carlina White Story) è un film drammatico statunitense del 2012, diretto da Vondie Curtis-Hall. Il film è uscito in tv il 6 ottobre 2012. In Italia è andato in onda per la prima volta il 25 dicembre 2013 sul canale pay Crime+Investigation.

## Trama
Il film si basa su una vicenda reale. Nell'agosto del 1987 i neogenitori Joy White e Carl Tyson portano la figlia di 19 giorni Carlina all'Harlem Hospital di New York con febbre alta. Ann Pettway, una donna che ha subito una serie di aborti ed è alla disperata ricerca di un bambino, si finge infermiera, prende la bambina e va via dall'ospedale con la neonata tra le braccia. Carlina viene cresciuta da Ann come Nejdra "Netty" Nance a Bridgeport, in Connecticut, mentre i suoi veri genitori cominciano una ricerca disperata per ritrovarla. Una volta cresciuta Carlina comincia a sospettare che Ann non sia la sua vera madre così comincia a fare delle ricerche. Dopo aver contattato il centro Nazionale per bambini scomparsi e sfruttati, riesce a riunirsi ai suoi genitori biologici nel gennaio del 2011. 
Nel luglio del 2012, Ann Pettway fu condannata a una pena 12 anni per rapimento. 

## Premi e riconoscimenti
Rapita: il dramma di Carlina White ha ricevuto quattro nomination al quarantaquattresimo NAACP Image Awards, con la vittoria di Elizabeth Hunter per la sceneggiatura. Il film ha ottenuto quattro premi al Black Reel Awards del 2013: Vondie Curtis-Hall come miglior regista; Elizabeth Hunter come miglior sceneggiatura, e Aunjanue Ellis per come miglior interprete femminile televisiva o in mini-serie, insieme alla co-protagonista Keke Palmer.